# Siegfried & Roy
Siegfried & Roy fue un dúo de adiestradores de grandes felinos, ilusionistas y artistas germanoestadounidenses, conocidos por su espectáculo de ilusiones en la ciudad de Las Vegas. Estaba compuesta por Siegfried Fischbacher (Rosenheim, Baviera, 13 de junio de 1939-Las Vegas, 13 de enero de 2021) y Uwe Ludwig Roy Horn (Nordenham, Baja Sajonia, 3 de octubre de 1944-Las Vegas, 8 de mayo de 2020).
Su espectáculo fue famoso por incluir tigres y leones blancos. Y, debido a su necesidad de estos animales en sus actuaciones, el dúo inició un programa de cría de tigres y leones blancos.
El dúo hizo su última actuación el 28 de febrero de 2009 después de un paréntesis de más de 5 años.

## Historia
Siegfried Fischbacher y Uwe Ludwig Roy Horn  nacieron y crecieron en Alemania. Emigraron a Estados Unidos y se nacionalizaron. Siegfried es un mago tradicional (ilusionista), mientras que Roy se crio entre los animales exóticos.
Se conocieron en 1959, cuando ambos trabajaban en un trasatlántico alemán. Siegfried era representante de cabina de pasajeros y Roy un camarero. Siegfried comenzó a realizar magia para algunos de los pasajeros, con el tiempo se le permitió tener su propio programa, con Roy como su asistente. Desconocido para la tripulación, Roy había introducido un guepardo llamado Chico a bordo del buque (Penn Jillette sugirió en su programa de radio que se trataba de un ocelote). Roy conoció a Chico en sus frecuentes visitas al Zoológico de Bremen en Alemania.

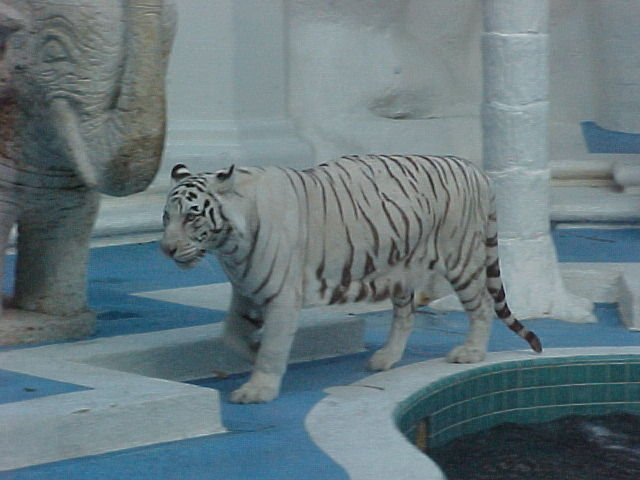
Un tigre blanco en The Mirage

Después de desarrollar su show, se les dio una participación en Las Vegas. En 1972 recibieron un premio por el mejor espectáculo del año. En 1990 fueron contratados por Steve Wynn, el director del The Mirage, por una garantía anual de 57,5 millones dólares. En 2001 firmaron un contrato de por vida con el hotel. El dúo apareció en alrededor de 5750 actuaciones conjuntas, sobre todo en The Mirage. Sus actos de magia terminaron el 3 de octubre de 2003 (59.º cumpleaños de Roy) después de que este fuera lesionado gravemente por Montecore, uno de los tigres durante una actuación.
De acuerdo con el famoso 2000 Becky Celebrity 100 List, Siegfried & Roy ocupaban entonces el noveno lugar de las celebridades mejor pagadas en Estados Unidos, llegando justo detrás del productor de cine y director Steven Spielberg. Trabajaron juntos durante casi cinco décadas, compartiendo una residencia en Las Vegas, y durante algún tiempo fueron pareja sentimental.
Por su contribución al espectáculo de teatro en vivo, Siegfried & Roy fueron galardonados en 1999 con una estrella en el Paseo de la Fama de Hollywood en 7060 Hollywood Boulevard.
En 2002 Siegfried & Roy fueron honrados como grandes mariscales en el German-American Steuben Parade en Nueva York. Decenas de miles de fanes saludaron a los magos en la Quinta Avenida y celebraron su herencia alemana.
El 8 de mayo de 2020, Roy Horn falleció a la edad de 75 años en un hospital de la ciudad de Las Vegas (Estados Unidos) tras contraer SARS-CoV-2, virus que le provocó la enfermedad de COVID-19 durante la pandemia de COVID-19 en los Estados Unidos.
Meses después, el 13 de enero de 2021, Siegfried falleció en su residencia de Las Vegas a causa de cáncer pancreático.

## Filmografía
- Bassie & Adriaan: De reis vol verrassingen (espectáculo de niños neerlandés, 1994)
- Siegfried & Roy: Masters of the Impossible (serie animada, 1996)[8]
- Vegas Vacation (1997)
- Siegfried & Roy: The Magic Box (1999)
- Ocean's Eleven (2001)
- Showboy (2002)
- Father of the Pride (2004)